# علی‌آباد (سقز)
علی‌آباد(به کردی: عەلیاوا، Eliyawa) روستایی از توابع بخش زیویه در شهرستان سقز است که در استان کردستان ایران قرار دارد.

## جمعیت
این روستا در دهستان صاحب واقع شده و براساس سرشماری سال ۱۳۸۵، جمعیت آن ۱۱۵ نفر (۲۱ خانوار) بوده‌است.